# Тін Пен Еллі
Тін Пен Еллі (англ. Tin Pan Alley) — назва групи музичних видавництв, розташованих на 28-ій вулиці Нью-Йорка і зайнятих видавництвом легкої музики.
Цікава історія виникнення цієї назви. Журналіст Розенфельд, відвідуючи 28-у вулицю у 1903 році почув звуки ненастроєного фортепіано, які доносились з вікна видавництва. Він миттєво окреслив цю гру «музикою Тін Пен» — тобто музикою жерстяних каструль. З легкої руки Розенфельда «Тін Пен Еллі» досі є синонімом американської естради.